# Plagiostropha sinecosta
Plagiostropha sinecosta é uma espécie de gastrópode do gênero Plagiostropha, pertencente a família Drilliidae.